# Championnats arabes de natation
Les championnats arabes de natation sont une compétition de natation qui est organisée et disputée tous les deux ans.

## Éditions
| N° | Année | Ville      | Pays                | Dates            |
| -- | ----- | ---------- | ------------------- | ---------------- |
| 1  | 2012  | Amman      | Jordanie            |                  |
| 2  | 2014  | Casablanca | Maroc               | 4 au 7 septembre |
| 3  | 2016  | Dubai      | Émirats arabes unis |                  |
| 4  | 2018  | Radès      | Tunisie             |                  |
| 5  | 2022  | Oran       | Algérie             | 20 au 24 Juillet |
| 6  | 2023  | Abu Dhabi  | Émirats arabes unis |                  |

### Championnats arabes de natation en petit bassin

#### Éditions
| N° | Année | Ville     | Pays                | Dates            |
| -- | ----- | --------- | ------------------- | ---------------- |
| 1  | 2021  | Abu Dhabi | Émirats arabes unis | 24 au 27 octobre |